# Magasin Paris-Clermont
Les magasins de Paris-Clermont, succursale de la firme Paris-France, sont inaugurés à Clermont-Ferrand le 31 mars 1900. Ils sont situés au 33, place de Jaude. 

## Présentation
La construction de pierre blanche est l’œuvre de l'entrepreneur Pradel, selon les plans de l’architecte Émile Chassaigne. 
Ce « Palais de la Mode et de l’Ameublement » se développe alors sur 2 000 m2 de superficie sur quatre étages et produit lui-même son électricité. Il est réputé pour être le plus grand et le plus luxueux du centre de la France mais en 1907, il est éclipsé par « les Galeries de Jaude », grand magasin de plus de 10 000 m2 de surface, œuvre des architectes Léon et Marcel Lamaizière.
Le bâtiment accueille aujourd'hui la banque HSBC, nouveau nom du Crédit commercial de France.